# Kurmainzischer Hof- und Staats-Kalender
Der Kurmainzische Hof- und Staats-Kalender, vollständig Kurmainzischer Hof- und Staats-Kalender auf das Jahr .... Mit einem Verzeichniß des erzhohen Domkapitels, auch aller zum kurf. Hof- und Kurstaate gehörigen Stellen und Aemter, abgekürzt auch Mainzer Hofkalender genannt, war der Hof- und Staatskalender des Kurfürstentums Mainz. Er ist heute eine wichtige Quelle für die Geschichte und die Prosopographie des Kurfürstentums Mainz.
Er erschien von 1770 bis 1797 in der Druckerei des Mainzer St. Rochus-Hospitals.
Auch in anderen deutschen Staaten gab es ähnliche Kalender, so etwa in Trier den Hohen Erz-Stifts und Churfürstenthums Trier Hof-, Staats- und Stands Kalender.